# Aichi Atsuta
L'Aichi Atsuta era un motore aeronautico 12 cilindri a V di 60° rovesciata raffreddato a liquido, prodotto dall'azienda giapponese Aichi Tokei Denki negli anni quaranta.
Era l'equivalente del tedesco Daimler-Benz DB 601 prodotto su licenza.

## Versioni
- AE1A Atsuta 12
- AE1P Atsuta 32

## Velivoli Utilizzatori
Giappone
- Aichi M6A1 Seiran
- Yokosuka D4Y1 e D4Y2 Suisei